# 마르테 뢸링

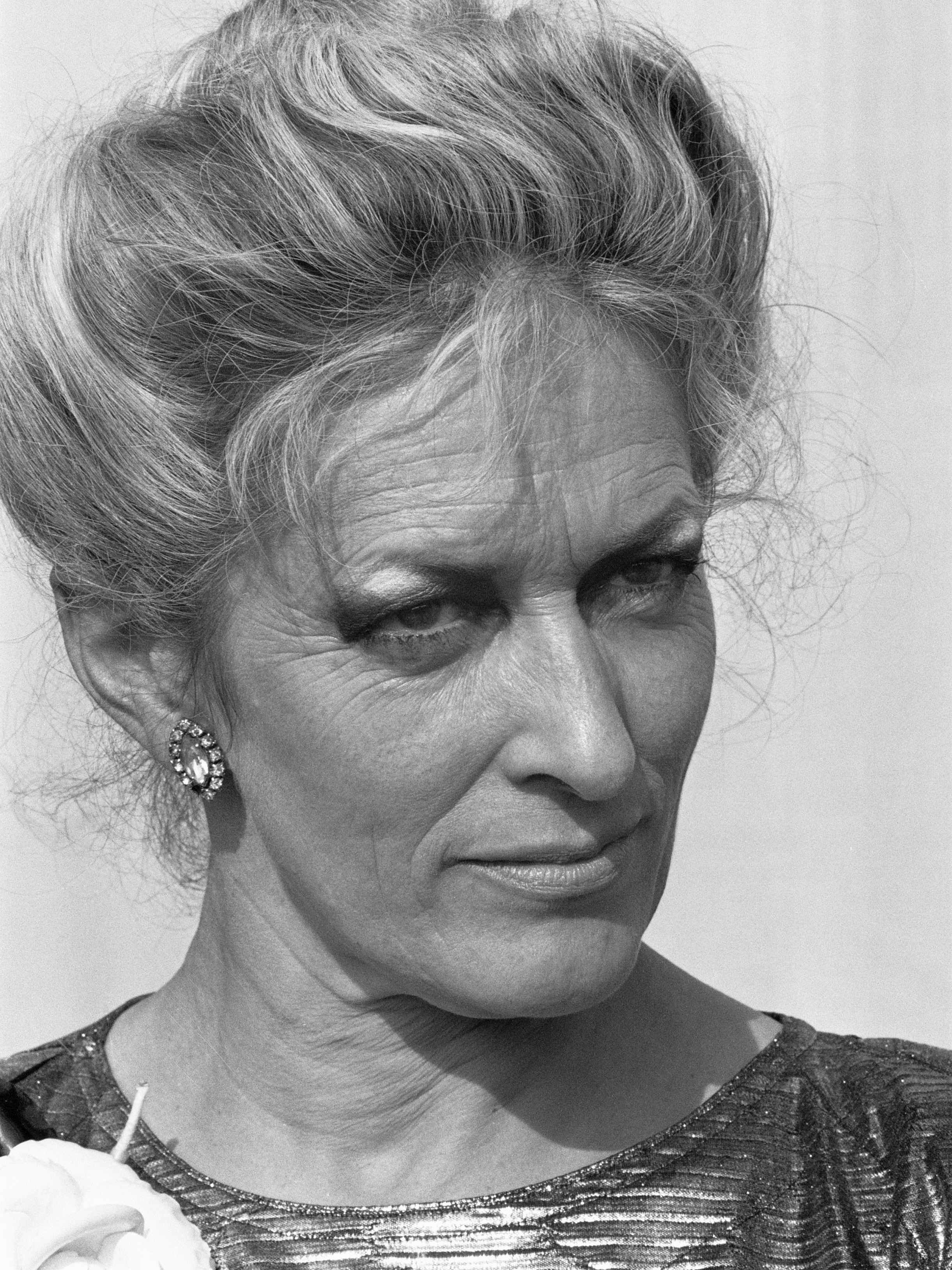
1989년의 뢸링

마르테 뢸링(Marte Röling, 1939년 12월 16일 ~)은 네덜란드의 예술가이자 배우이다. 

## 인생
1956년부터 1962년까지 암스테르담에 있는 주립미술 아카데미에서 드로잉과 페인팅을 공부했다. 그는 그의 아버지 뢸링교수에게 직접 배우기도 했다. 19세부터 유럽과 미국의 박물관과 갤러리에서 개인전과 그룹전시회를 갖기 시작하였는데, 그녀의 폭넓은 활동 가운데는 개인회사와 미술품 수집가들이 정부 빌딩을 위하여 그에게 위임하여 만든 커다란 조각과 기념비적인 미술작품의 제작이 있었다.

## 작품
작품 제작에 있어서 자주 사용하는 물질이 플라스틱, 콘크리트, 사진술, 나무, 페인트, 금속, 유리 등으로 재료를 다양하게 사용하였다. 그의 작품으로는 독일의 PTT를 위한 포스터를 비롯하여 우표제작, 극장의 무대장치, 의상, 패션, 리놀륨 판화, 드로잉, 실크스크린 등 다양한 종류의 작품을 남겼다. 그리고 독일의 우체국을 위한 시리즈로 된 스테인드 글라스 창문과 독일의 지로센터를 위한 색칠된 5개의 조각은 사람들의 시선을 집중시켰다.